# Szemző Pál
Szemző Pál, született Schlesinger Pál (Felsőszernye, 1896. június 29. – ?) pozsonyi ügyvéd, jogi szakíró.

## Élete
Nyitrán a Nyitrai Piarista Gimnáziumban, majd Budapesten és Svájcban tanult. 1923-ban nyitott ügyvédi irodát Pozsonyban. A Szlovenszkói Ügyvédek Egyesületének pénztárnoka és elnökségi tagja, a Magyar Nemzeti Párt alelnöke Pozsonyban. 1939 májusában nem kérvényezte a praxisa folytatását, ezért júniusban kihúzták az ügyvédek közül, majd megtiltották a praktizálását. 1945 áprilisától ismét ügyvéd Érsekújvárott. 1951-ben a Megyei Ügyvédi Egyesület tagja volt.

## Művei
- Magyar gondok, magyar gondolatok. Nyitra.